# Dr. Mario 64
Dr. Mario 64 è un videogioco rompicapo sviluppato e distribuito dalla Nintendo nel 2001 per la console Nintendo 64. Rispetto ai precedenti titoli della serie iniziata con Dr. Mario, questo capitolo ha introdotto una modalità "storia" e multigiocatore per tre o quattro sfidanti.